# Enniscorthy
Enniscorthy is een plaats in het Ierse graafschap Wexford. De plaats telt 9.538 inwoners en ligt aan de Slaney. De kathedraal van St. Aidan is de zetel van het rooms-katholieke bisdom Ferns.
Enniscorthy ligt aan de spoorlijn Dublin - Rosslare. Vanaf het station vertrekken op werkdagen vijf treinen in de richting Dublin. 
In 1998 startte er een etappe in wielerkoers Ronde van Frankrijk. De Tsjech Jan Svorada won de rit naar Cork.

## Geboren in Enniscorthy
- Eileen Gray (1878-1976), meubelontwerpster en architect
- Colm Tóibín (1955), schrijver, journalist en literatuurcriticus